# Argut
Der Argut (russisch Аргу́т) ist ein 106 km (mit Quellfluss Akalacha 232 km) langer rechter Nebenfluss des Ob-Quellflusses Katun im zentralen Teil des Altai in Südwestsibirien (Russland).

## Verlauf
Der Argut entsteht auf 1572 m Höhe bei Dschasator (auch Beljaschi genannt), dem einzigen am Fluss gelegenen Ort, aus den Quellflüssen Akalacha (russisch Акалаха, auch Ak-Alacha) und Dschasator (russisch Джазатор). Der größere der Quellflüsse, die von links kommende Akalacha („Weiße Alacha“), entwässert mit ihren bedeutendsten Zuflüssen Kara-Alacha („Schwarze Alacha“) und Kalguty das Ukokplateau, ein auf 2200 m bis 2500 m, stellenweise über 3000 m Höhe gelegenes Gebiet, das den südlichsten Teil des Russischen Altai im Grenzgebiet zu Kasachstan, der Volksrepublik China und der Mongolei bis hin zum Tawan Bogd-Massiv mit dem 4374 m hohen Chüiten einnimmt. Die Länge des Argut zusammen mit der Akalacha beträgt 232 Kilometer. Der rechte Argut-Quellfluss Dschasator markiert die nördliche Grenze des Ukokplateaus zum bis zu 3963 m hohen Südlichen Tschuja-Kamm (Juschno-Tschuisker Kamm), dessen südliche Flanke er entwässert.
Der Argut selbst fließt bei mehreren Richtungswechseln in generell nordwestlicher Richtung durch ein zumeist enges, tiefes Tal bis zu seiner Mündung in den Katun etwa 25 Kilometer Luftlinie südlich des Dorfes Inja. In seinem Verlauf lassen sich fünf Abschnitte unterscheiden:
- der 25–30 km lange Obere Argut (Верхний Аргут Werchni Argut) mit einem durchschnittlichen Gefälle von 2,5 m/km und vereinzelten kleineren Stromschnellen, über die Hochflächen unterhalb Dschasator, darunter die etwa 30 km² große Samacha-Steppe, bis unterhalb der Einmündung des linken Zuflusses Koksu („Blauer Fluss“);
- der 6–7 km lange Karagem-Durchbruch (Карагемский прорыв Karagemski proryw) mit einem Gefälle von 15 bis 25 m/km; hier hat sich der Fluss einen engen Canyon zwischen dem Katunkamm im Westen, der zunächst zum 3888 m hohen Schenelju, dann zur 4506 m hohen Belucha, dem höchsten Gipfel des Altai und ganz Sibiriens ansteigt, und den in Flussnähe gut 3200 m hohen Südlichen Tschuja-Kamm im Osten. Dieser Abschnitt stellt eine ununterbrochene Abfolge von Stromschnellen und kleinen Wasserfällen dar und endet etwa 1,5 km oberhalb der Einmündung des rechten Nebenflusses Karagem;
- der etwa 25 km lange Steppen-Argut (Степной Аргут Stepnoi Argut) mit einem Gefälle von 3,5 m/km. Hier fließt der Argut in einem geweiteten Längstal („Steppe“) relativ ruhig in westlicher Richtung bis zur Einmündung des linken Nebenflusses Kulagasch. Das Längstal trennt den bis zu 4177 m hohen Nördlichen Tschuja-Kamm (Sewero-Tschuisker Kamm) vom Südlichen Tschuja-Kamm (im Bereich des Karagem) sowie vom Ostteil des Katunkammes;
- der 45–50 km lange Wilde Argut (Дикий Аргут Diki Argut) mit einem Gefälle von 8, abschnittsweise 10 bis 12 m/km mit einer Vielzahl großer Stromschnellen, darunter dem über zwei Kilometer langen „Saposchnikow-Rohr“ (Труба Сапожникова Truba Saposchnikowa) bis zur Einmündung des rechten Zuflusses Schawla;
- der etwa 30 km lange Schnelle Argut (Быстрый Аргут Bystry Argut) mit einem Gefälle von 3 m/km bis zur Mündung in den Katun, der wieder nur wenige kleinere Stromschnellen aufweist.

Der Name des Flusses ist von der altaischen Bezeichnung Archyt für einen Ledersack zur Herstellung von Kumys – einem Getränk aus vergorener Stutenmilch – abgeleitet.

## Hydrografie
Das Einzugsgebiet des Argut umfasst 9550 km², davon über 300 km² Gletscher, die etwa 40 % zum Wasserreichtum des Flusses beitragen. Die mittlere jährliche Abflussmenge beträgt an der Mündung 112 m³/s.
Oberhalb der Mündung ist der Argut bis zu 70 Meter breit und zwei Meter tief. Der Argut gefriert zwischen November und April.

## Infrastruktur
Der Argut ist nicht schiffbar.
Der Ort Dschasator beim Ursprung des Argut ist über eine 132 Kilometer lange, größtenteils unbefestigte Piste vom an der Fernstraße M52 („Tschujatrakt“) gelegenen Rajonverwaltungszentrum Kosch-Agatsch aus erreichbar, die die knapp 2400 m hoch gelegene Passhöhe vom Einzugsgebiet der Tschuja überwindet und dann den Quellfluss Dschasator hinab führt. Entlang des Argut gibt es zumeist nur Fußwege; die einzige Brücke überquert den Fluss wenige Kilometer unterhalb von Dschasator.
Die Mündung des Argut in den Katun ist vom ebenfalls an der M52 gelegenen Inja und der etwas südlicheren Mündung der Tschuja in den Katun aus mit geländegängigen Fahrzeugen erreichbar.

## Touristische Bedeutung
Der Argut durchfließt ein sehr dünn besiedeltes Gebiet des Altai, in dem die verschiedenen Naturräume des Altai – von der alpinen über die Hochsteppen- bis zur Waldzone vertreten sind. Im Bereich des Argut und seiner Zuflüsse leben teils seltene Tierarten, wie ein Teil der kleinen in Russland verbliebenen Population des Schneeleoparden oder der Sibirische Steinbock. Die Flüsse selbst sind reich an Forellenfischen, darunter Äschen (Thymallus sp.) in den Oberläufen sowie Lenok (Brachymystax lenok) und Taimen (Hucho taimen) in den Unterläufen.
Wegen der dennoch relativ guten Erreichbarkeit des Oberlaufes des Flusses ist er insbesondere ein begehrtes Ziel für Raftingtouren. Dabei gilt er neben Tschulyschman und dessen Nebenfluss Baschkaus oberhalb des Telezker Sees im östlichen Altai als schwierigster Fluss des Gebirges mit Abschnitten der russischen Kategorie 6 (entsprechend V nach internationaler Wildwasserschwierigkeitsskala des ICF). Organisierte Touren beginnen in der Regel unterhalb des Karagem-Durchbruches. Der Durchbruch selbst galt lange Zeit als unbefahrbar (Kategorie VI nach ICF). Nach mehreren Versuchen ab 1990, bei denen es zu einigen Todesfällen kam, gelang einem russischen Team 2003 die vollständige Befahrung mit speziell konstruierten Fahrzeugen (wegen der Ähnlichkeit der Form der aufblasbaren Komponenten nach dem Gebäck „Bublik“ genannt).